# Nwankwo Kanu
Nwankwo Kanu vagy teljes nevén Nwankwo Christian Nwosu Kanu (1976. augusztus 1.) nigériai labdarúgó csatár. Pályafutása során nyert többek között egy Bajnokok Ligáját, egy UEFA-kupát, három FA Kupát és két angol bajnoki címet.

## Pályafutása

### Kezdeti évek
Kanu 1991-ben, a Federation Works csapatában kezdte pályafutását, majd egy évvel később az Iwuanyanwuhoz igazolt. 1993-ban 207 ezer euróért szerződtette a holland Ajax, ahol sokáig csak a tartalékok között szerepelhetett. 1994-ben debütált, összesen 54 bajnokin lépett pályára és 25 gólt szerzett. Az 1995-ös BL-döntőn csereként állt be az AC Milan ellen, csapata végül megnyerte a mérkőzést.
1996-ban 4,7 millió dollár ellenében az Internazionaléhoz igazolt. Nem sokkal később egy súlyos szívbetegséget fedeztek fel nála, ami miatt meg kellett műteni. 1997 áprilisáig kellett várni a visszatéréséig. 1999. teléig volt az olaszok játékosa, ezalatt 12 meccsen egy gólt szerzett.

### Arsenal
1999 februárjában az Arsenal 4,15 millió fontot fizetett Kanuért. Egy Sheffield United elleni FA Kupa-mérkőzésen debütált, melyen egy sportszerűtlen megmozdulással sokakat magára haragított. 1-1-es állásnál a Sheffield kapusa, Alan Kelly kirúgta a labdát, hogy csapattársát ápolhassák. Ray Parlour végezte el az Ágyúsok bedobását, aki szerette volna visszaadni Kellynek a labdát, de Kanu lecsapott rá és gólpasszt adott Marc Overmarsnak. Ezzel nyert 2-1-re az Arsenal.
Rosszul sikerült bemutatkozása ellenére a londoniak szurkolói hamar megszerették a csatárt, aki még több lehetőséghez jutott, miután Nicolas Anelka 1999 nyarán távozott a klubtól. Több érdekes találat is fűződik a nevéhez, egyszer például a hátával pattintotta át a labdát a Tottenham Hotspur védője, Luke Young fölött, ezzel kihagyhatatlan helyzetbe hozva magát. Később egymaga nyert meg az Arsenalnak egy Chelsea elleni rangadót. Csapata a 75. percig kétgólos hátrányban volt, de ő szerzett egy mesterhármast, ezzel 3-2-re alakítva az állást.
Thierry Henry az évek során fokozatosan kiszorította őt a csapatból és egyre kevesebb lehetőséget kapott. Annak a csapatnak még tagja volt, mely a 2003/04-es szezonban veretlenül nyerte meg a bajnokságon. Lejáró szerződését viszont már nem hosszabbították meg, így ingyen a West Bromwich Albionhoz igazolt.

### West Bromwich Albion
Kanu 2004. augusztus 14-én, egy Blackburn Rovers elleni mérkőzésen debütált a Premier League-be frissen feljutott West Bromwich Albionban. Szeptember 18-án, a Fulham ellen szerezte meg első gólját, ezzel pontot mentve csapatának. 2004. november 14-én, a Middlesbrough ellen ismét szerezhetett volna egy pontot a birminghamieknek, de az utolsó pillanatokban, 2-1-es állásnál a kapu torkából fölé lőtt egy lapos beadás után. Később ezt választották a szezon legnagyobb elpuskázott lehetőségének. A WBA végül bennmaradt, bár karácsonykor még az utolsó helyen állt.
2005. október 15-én Kanu korábbi csapata, az Arsenal ellen lépett pályára. Philippe Senderos már korán vezetéshez juttatta az Ágyúsokat, de Kanu egyenlített, Darren Carter góljával pedig meg is nyerte a meccset a West Bromwich. A bravúr ellenére a szezon végén kiesett a csapat. Kanu ezután nem hosszabbította meg szerződését a klubbal.
2006 nyarán ismét pályára lépett az Arsenalban, Dennis Bergkamp búcsúmeccsén, ahol ő szerezte a győztes gólt.

### Portsmouth
A 2006/07-es szezon előtt nem sokkal ingyen leigazolta a Portsmouth. 2006. augusztus 19-én, a Blackburn Rovers ellen debütált új csapatában. Két gólt szerzett és kihagyott egy büntetőt. Az idény elején egy ideig vezette a Premier Leaguególlövőlistáját, de később visszaesett a teljesítménye. Az idényt így is a Pompey házi gólkirályaként zárta 12 találattal.
A következő idényben csapatával megnyerte az FA Kupát, a döntőben ő szerezte a mindent eldöntő gólt a Cardiff City ellen. A 2008/09-es évadban egy AC Milan elleni UEFA-kupa-meccsen szerezte meg első gólját. A bajnokságban mindössze egyszer volt eredményes, a Bolton Wanderers ellen. A Portsmouth a következő szezonban nehéz anyagi helyzetbe került és kiesett az élvonalból. A csapat több játékosától is megvált, köztük Kanu is elhagyta az együttest, amely még 3 millió fonttal tartozott neki a 2006-os szezon óta. 2013 áprilisában a Portsmouth kiegyenlítette a tartozását.

## Válogatott
Kanu 1994. május 5-én, Stockholmban, a Svédország ellen mutatkozott be a nigériai válogatottban.
1996-ban az atlantai olimpián aranyérmes az olimpiai válogatott tagjaként.
Részt vett az 1998-as, a 2002-es, valamint a 2010-es világbajnokságon. 2011. március 29-én, egy Afrikai nemzetek kupája mérkőzésen, Kenya ellen viselte utoljára a Szupersasok mezét.
86 mérkőzésen szerepelt a nemzeti csapatban, ezzel minden idők harmadik legtöbbszörös nigériai válogatott játékosa Joseph Yobo és Vincent Enyeama után.

## Sikerei, díjai

### Klub

#### Iwuanyanwu Nationale
- Nigériai bajnok : 1992-1993

#### Ajax
- Holland bajnok : 1993-1994, 1994-1995, 1995-1996
- Bajnokok Ligája győztes: 1994-95
- UEFA-szuperkupa győztes: 1995
- Interkontinentális kupa győztes: 1995

#### Internazionale
- UEFA-kupa győztes : 1998

#### Arsenal
- Premier League bajnok : 2001-2002, 2002-2003
- FA-kupa győztes: 2002, 2003
- Angol szuperkupa győztes: 1999

#### Portsmouth
- FA-kupa győztes: 2008

### Válogatott

#### Nigéria
- U17-es világbajnok: 1993
- Olimpiai bajnok: 1996
- Afro-ázsiai nemzetek kupája győztes: 1995
- Afrikai nemzetek kupája ezüstérmes: 2000

### Egyéni
- Az év afrikai labdarúgója: 1996, 1999
- Az év afrikai labdarúgója (BBC): 1997, 1999

### Fordítás
Ez a szócikk részben vagy egészben  a   Nwankwo Kanu című angol Wikipédia-szócikk fordításán alapul.  Az eredeti cikk szerkesztőit annak laptörténete sorolja fel. Ez a jelzés csupán a megfogalmazás eredetét és a szerzői jogokat jelzi, nem szolgál a cikkben szereplő információk forrásmegjelöléseként.